# Kommerzielle Revolution

Karte der Seerepubliken

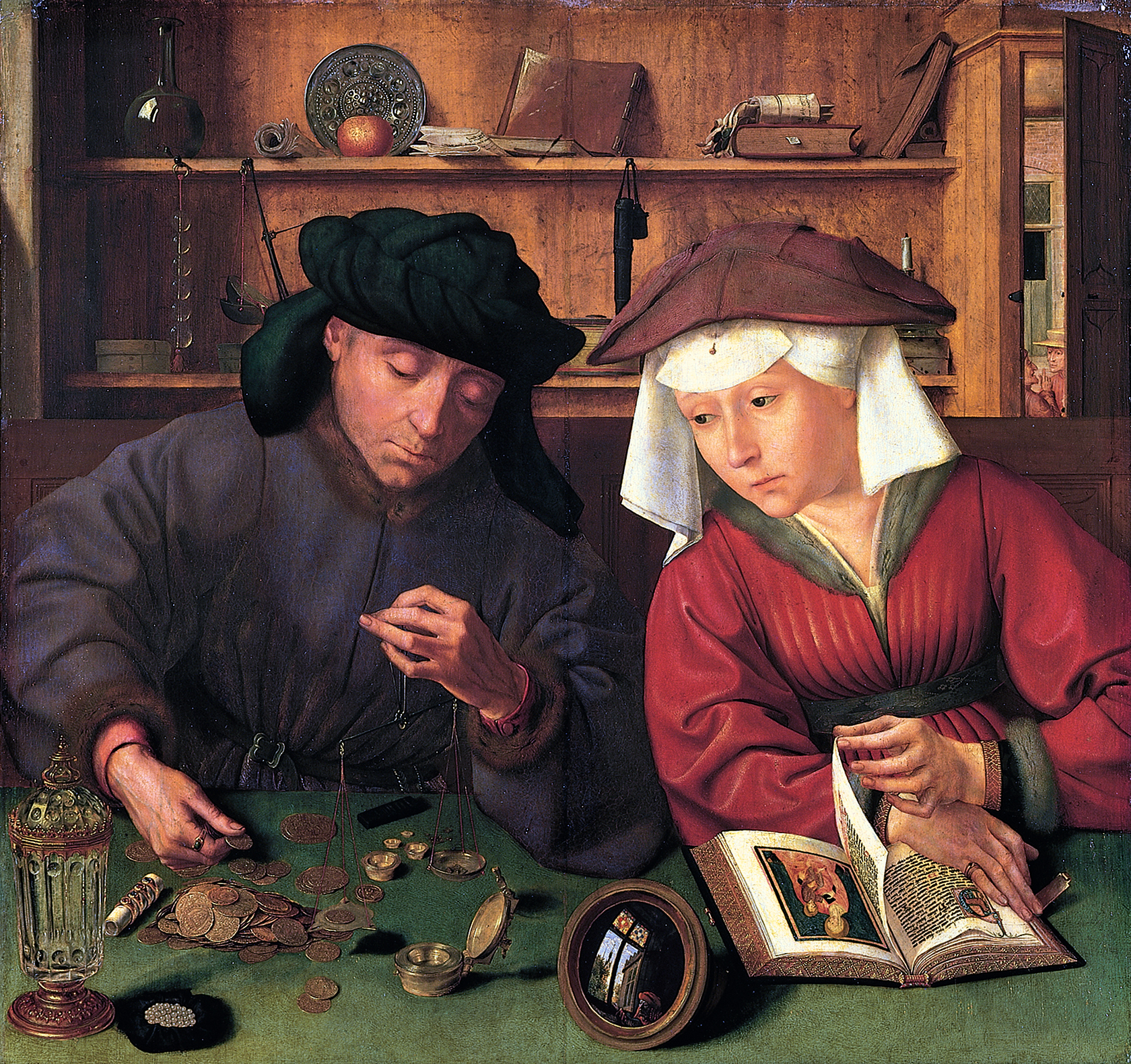
Der Geldverleiher und seine Frau von Quentin Massys (1514)

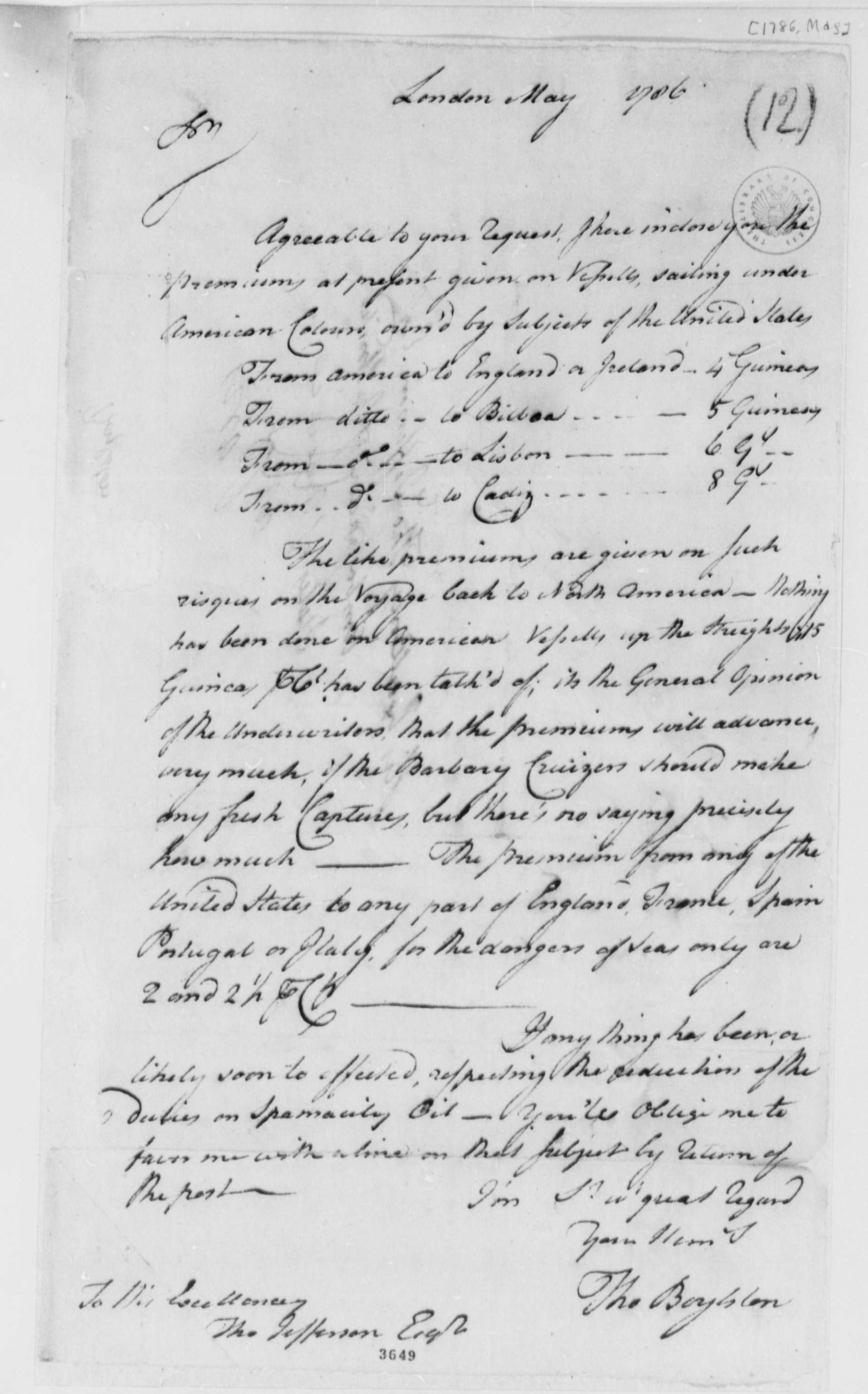
Ein Musterversicherungsvertrag. Dokumente wie diese halfen den Händlern, Verluste zu überstehen.

Die kommerzielle Revolution ist ein nicht einheitlich verwendeter und phasenmäßig nicht eindeutig abgegrenzter Fachbegriff der Wirtschaftsgeschichte. Er fasst den Prozess der Entwicklung und Etablierung neuer bargeldloser Bezahlformen und kapitalbasierter Institutionen wie Banken, Börsen oder Kommanditgesellschaften vom Hochmittelalter bis zur Renaissance zusammen, die sich auf der Basis des Fernhandels in Europa entwickelten, bezieht sich aber auch auf neue politische Institutionen, die in diesem Zusammenhang entstanden.

## Begriff
Der früheste Gebrauch des Begriffs lässt sich für das Jahr 1942 nachweisen. Den Begriff brachte wohl Raymond de Roover in diesem Jahr in die Fachdiskussion ein. Wenig später gebrauchte den Begriff der commercial revolution Karl Polanyi in seinem 1944 erschienenen Buch The Great Transformation. Roberto Sabatino Lopez benutzte ihn 1955, um das Augenmerk von der industriellen Revolution in England wegzulenken und auf das Mittelalter zu richten. Er bestritt die Kontinuität der Entwicklung vom Mittelalter bis zur frühen Neuzeit. Die größten Fortschritte der wirtschaftlichen Entwicklung seien von 950 bis 1300, also im Hochmittelalter erfolgt; die Renaissance sei demgegenüber eher eine Phase der Stagnation gewesen. Henri Pirenne sprach 1933 nicht von kommerzieller Revolution, sondern von einer renaissance commerciale im 11. Jahrhundert.

## Verlauf
Durch Niedergangsprozesse in der Spätantike verschwand in Europa der Kaufmannsstand. Der Handel brach im Frühmittelalter ein, da es weder regionale und überregionale Absatzmärkte noch eine nennenswerte städtische Zivilisation gab. Nach früher weithin verbreiteter Auffassung (vertreten u. a. durch Henri Pirenne) dauerte es knapp 300 Jahre, bis der erste christliche Kreuzzug von 1096 eine Wende einleitete. Davor lag die Seeherrschaft im Mittelmeer in der Hand von Piraten und muslimischen Völkern, deren Gefährdungspotential den christlichen Seehandel beschränkte. Der nun mögliche maritime Handel war Pirenne und vielen anderen Autoren zufolge der Schlüssel zu einem schnelleren und kostengünstigeren Warenverkehr.
Tatsächlich handelte Venedig seit dem 8. Jahrhundert bereits mit dem Orient und lieferte Salz und Sklaven dorthin. Anfang des 9. Jahrhunderts eröffnete Venedig dann eine eigene Münzprägeanstalt für Münzen, die Zecca, in der ab 1284 auch Goldmünzen, die Zecchinen geprägt wurden. Die Stadt wurde als Gegenleistung für Kriegsdienste schon im Jahr 992 im Handel mit dem Byzantinischen Reich privilegiert, verlor diese Privilegien aber 1171, weil sich die Byzantiner durch die Konkurrenz bedroht fühlten und die Händler vertrieben oder töteten.
Die italienischen Hafenstädte, in geringerem Maß auch die der Provence und Kataloniens, eroberten im 11. bis 13. Jahrhundert die Herrschaft über das Mittelmeer von den Arabern zurück. Als Knotenpunkt zwischen den östlichen Märkten und Kontinentaleuropa sicherte sich Venedig schon vor dem ersten Kreuzzug das Monopol für den Warenverkehr mit dem Heiligen Land. Händler aus Nordeuropa kauften in Venedig importierte Güter aus Nordafrika, Persien und Indien. Spätestens ab dem vierten Kreuzzug errang die Stadt die Herrschaft über den Bosporus und nahm im Handel mit dem Orient die Stelle des Byzantinischen Reichs ein. So waren das veränderte Kräfteverhältnis im Mittelmeerraum und die strategische Lage der italienischen Stadtstaaten Voraussetzungen für das synchrone Aufblühen von Fernhandel, Geld- und Kreditwirtschaft in dieser Region. Italien entwickelte sich dabei zur Drehscheibe zwischen dem Nahen Osten und den Märkten des Ostseehandels und Nordseehandels, die vom Hanseverbund beherrscht wurden.
Viele italienische Händler reisten nicht mehr per Handelskarawane auf die Messen, sondern ließen sich in Kontoren vor Ort in den Produktionsgebieten nieder. Ebenso in den Absatzmärkten saßen Faktoren, die vor Ort kauften und verkauften. Neue Formen der Geschäftspartnerschaft, der Buchführung und des Zahlungsverkehrs wurden durch den stark steigenden Absatz nötig. Es kam zu dauerhaften Handelspartnerschaften zwischen Kaufleuten, wodurch langlebige Handelsgesellschaften entstanden. Auch Schiffsladungen konnten gegen Verlust versichert werden. Die ansteigenden Handelsprofite führten zur Entstehung großer kapitalbasierter Handelsgesellschaften, ein Prozess, der Deutschland erst mit Verspätung erreichte.

## Neue Formen des Zahlungsverkehrs, des Kredits und der Buchhaltung
Schon im 11. Jahrhundert gab es schriftliche Zahlungsanweisungen, die mündlich erteilt und in einem Bankbuch festgehalten wurden. Infolge der Bedürfnisse der Kaufleute nach einfachereren Bezahlformen entstand eine Kreditform, die den Münztransport teilweise überflüssig machte. Bei Erhalt einer Ware übergab der Empfänger dem Lieferanten einen Wechselbrief. Er funktionierte wie später der Scheck und garantierte das Recht, die vereinbarte Kaufsumme zu einer bestimmten Zeit und an einem bestimmten Ort entweder vom Wechselaussteller selbst oder von einer dritten Person zu bekommen. Der Wechsel als Zahlungsversprechen war übertragbar und handelbar. Er ist eine Form des modernen bargeldlosen Zahlungsverkehrs, der im 14. Jahrhundert im großen Stil einsetzte. Auch Seehandelsgesellschaften entstanden, bei denen der reisende Kaufmann, der das größere Risiko trug, nur den kleineren Teil des Kapitals beisteuerte.

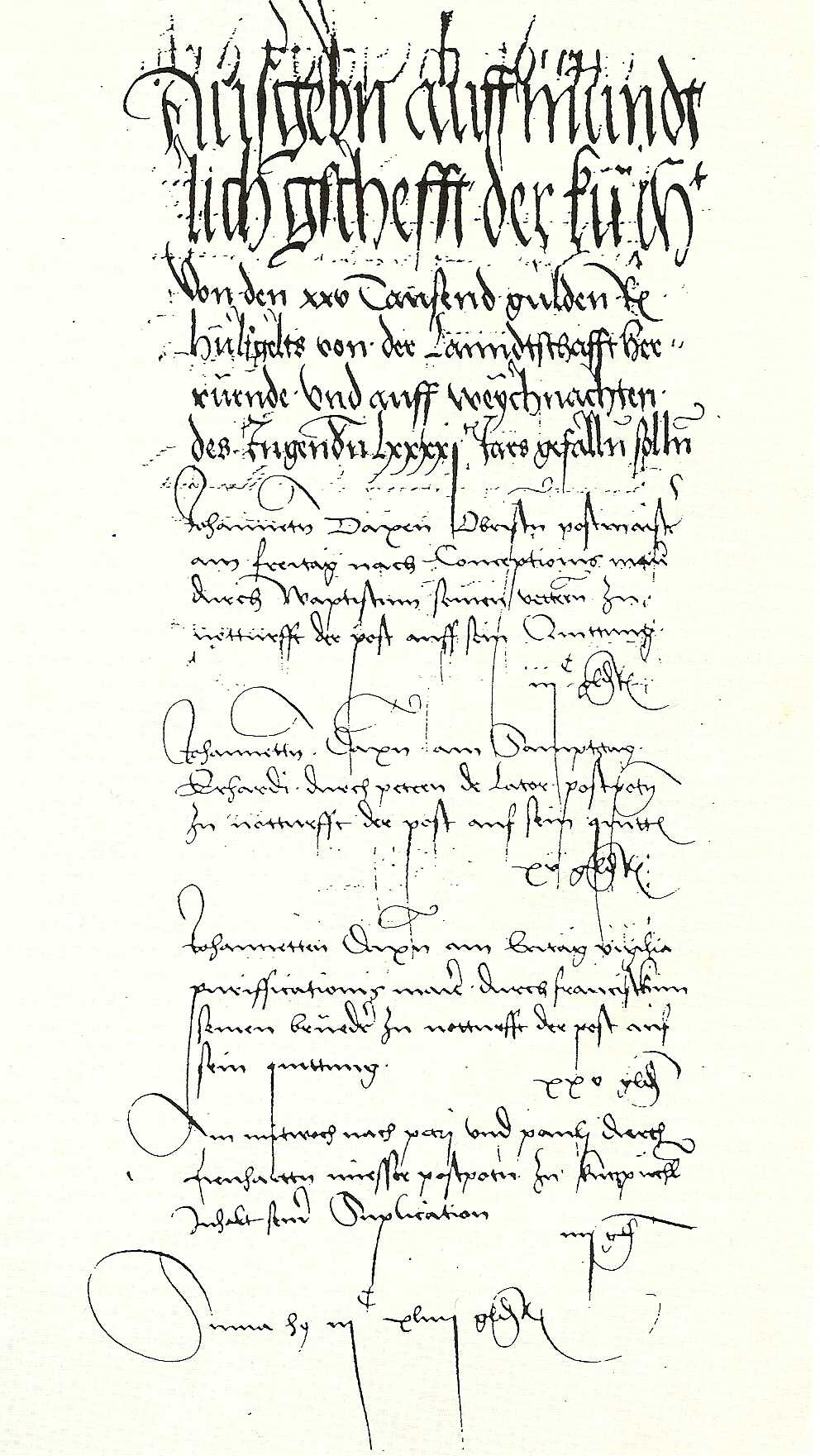
Innsbrucker Handlungsbuch („Raitbuch“) von 1489/90 mit ausgabenseitigen Aufzeichnungen

Spätestens seit der Gründung von kapitalbasierten Gesellschaften wurde eine systematische Buchführung erforderlich. Der kirchliche Einfluss verhinderte zunächst, dass das bestehende Zinsverbot aufgehoben wurde, ja es wurde sogar verschärft, so dass sich die Banken auf die Handelsfinanzierung beschränkten und alternative Geschäftsformen wie der Rentenkauf zur Umgehung der Zinsnahme gefunden werden mussten. Der Geldverleih wurde bis um 1500 den Juden überlassen. Das Zinsverbot wurde jedoch immer weiter durchlöchert und die systematische Zinsrechnung entwickelte sich im 17. Jahrhundert.

## Gewerbliche Spezialisierung und Urbanisierung
Der stark expandierende Fernhandel führte zu starkem Wachstum und Diversifikation der primär agrarwirtschaftlich ausgerichteten Wirtschaftsstruktur im abendländischen Kulturraum. Spezialisierte und verdichtete Gewerberegionen wie das Tuchgewerbe in Flandern bildeten sich. Dadurch wurde die Urbanisierung gefördert, es entwickelten sich wohlhabende städtische Mittelschichten und die europäische Bevölkerung wuchs stark an. Ein Vorläufer der Handelsregister waren die berufsspezifischen Eintragungen in Gildebücher. Der Gildenzwang sorgte für Transparenz und begrenzte die Konkurrenz. Auch die Eigentumsrechte wurden bestärkt; es entwickelte sich ein Kaufmannsrecht. Die Entwicklung hin zum Frühkapitalismus wurde jedoch abgebremst durch Hungersnöte in Nordwesteuropa und die Pestepidemie um 1350.

## Konkurrierende Erklärungen
Andere Autoren wie Jacques Le Goff oder Georges Duby heben im Unterschied zu Pirenne oder Lopez nicht den Handel, sondern die schon früher (um 950) einsetzende Erwirtschaftung eines agrarischen Überschusses durch neue Anbaumethoden wie die Dreifelderwirtschaft, Wassermühlen und produktivere Eisenwerkzeuge (die sog. révolution agricole) hervor. Duby führte diesen Überschuss, der zuerst zwischen Loire und Rhein, nicht jedoch im Mittelmeerraum nachzuweisen ist, auch auf den zunehmenden Druck der Feudalherren und die Urbarmachung öder Landstriche zurück. Diese Entwicklung gilt als Ursache der (allerdings bis heute teilweise unerklärten) Bevölkerungszunahme und der damit einhergehenden Arbeitsteilung als eines weiteren Treibers der wirtschaftlichen Entwicklung. Zwischen 1000 und 1300 verdoppelte sich Europas Bevölkerung beinahe, was keine Folge der Entwicklung des Fernhandels war, sondern eher dessen Voraussetzung infolge des intensivierten Stadt-Land-Austausches. Ein zunehmend feuchtwarmes Klima trug zur Erhöhung der Agrarüberschüsse bei, die sog. Mittelalterliche Klimaanomalie von 950 bis 1250 mit einer 1,5 bis 2° C höheren Temperatur als die mittlere Temperatur zwischen 1000 und 1800. Damals war Weinanbau in England möglich, Wälder in Mitteleuropa wurden gerodet und durch Felder ersetzt, Feigen- und Olivenbäume fanden in Teilen Deutschlands gute Wachstumsbedingungen und die Wikinger kolonisierten Grönland. Um 1350/1400 setzte dann die sog. Kleine Eiszeit ein, die mit sommerlichen Dürren einherging.
Viele Gründungen von Handelsstädten in Nordwest-, Nord- und Osteuropa bis 1200 hatten wenig mit dem Orienthandel der italienischen Städte zu tun, der vor allem Luxusgüter betraf, sondern resultierten aus den Fernhandelsaktivitäten der Wikinger, Waräger und Normannen. Die mit Abstand größte und wichtigste Stadt des Mittelalters war Paris, das im 13. Jahrhundert schon über 100.000 Einwohner aufwies, aber wenig am Mittelmeerhandel partizipierte. Hier wurden Weizen und andere Produkte aus den französischen Gebieten mit Agrarüberschüssen, Fisch, Tuch und Pelze gehandelt, aber die Kapitalkonzentration resultierte vor allem aus der Hauptstadtfunktion.

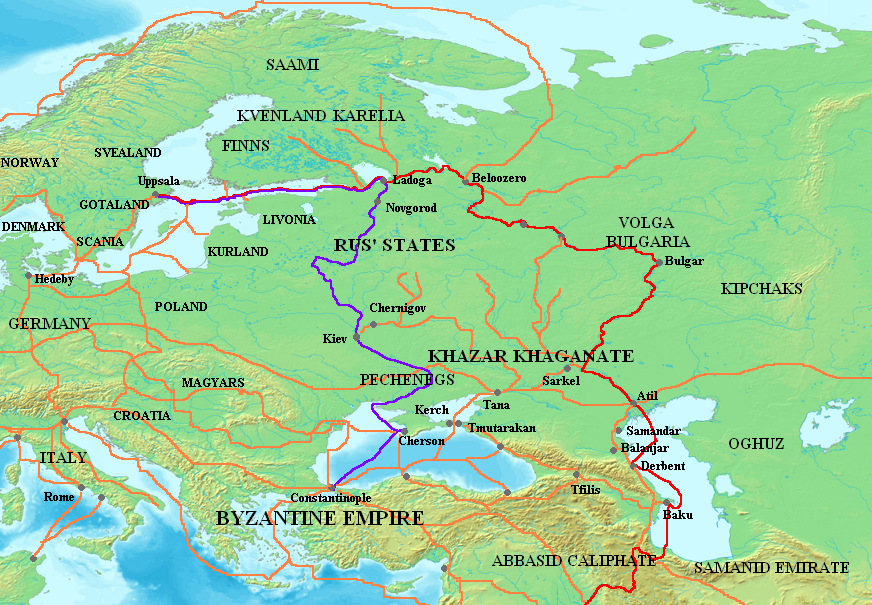
Handelsrouten der Waräger im 8.–11/12. Jahrhundert: Wolgaroute (rot), Ostsee-Griechenland-Route (orange)

Alfons Dopsch kritisierte die These eines katastrophalen Zusammenbruchs der Spätantike, wie sie Pirenne vertrat, und betonte die Kontinuität zur Karolingerzeit und darüber hinaus. Der arabische Reisende al-Masʿūdī berichtete noch vor dem Jahr 950, dass es im Frankenreich 150 Städte gäbe, die von Handel und Handwerk lebten. Auch Lopez kritisierte die Pirenne-These, wonach die islamische Expansion zum Zusammenbruch des Fernhandels im Mittelmeerraum geführt habe. Manche Autoren schätzen den Einfluss der islamisch-arabischen Welt auf die Geschäftspraktiken des mittelalterlichen Italiens wesentlich positiver ein. So existierte mit einem Drehkreuz in Bagdad und einem in Byzanz seit dem 8./9. Jahrhundert ein reger arabischer Handel von Malakka und Indien bis Andalusien, mit Ost- und Nordeuropa bis zur Ostsee sowie seit dem 11. Jahrhundert auch mit Venedig und Amalfi, der durch die Kreuzzüge gar nicht beeinträchtigt wurde. Auch Juden und Christen nahmen daran teil. Die arabischen Handelstechniken waren im Vergleich zu den mittelalterlichen europäischen Techniken fortschrittlich zu nennen. Mündliche Verträge galten nur für lokale Geschäfte; im Fernhandel wurden schriftliche Verträge geschlossen. Beispielsweise stammt der Kommanditvertrag von arabischen Händlern. Auch das islamische Währungssystem der Gold- und Silberwährung wurde zeitweise in ganz Europa benutzt. Die Münzgehalte der Muslime galten als rein und standen somit für das Vertrauen, das Europäer den islamischen Handelspraktiken entgegenbrachten. Das hochentwickelte islamische System der Gilden setzte sich in allen Städten Europas durch. Seine Hauptprinzipien wie das Verbot der Monopolbildung und des Wuchers wurden hier jedoch nicht übernommen.

## Datierung
Auch hinsichtlich der Datierung der kommerziellen Revolution ist sich die Literatur nicht einig. Für England wird sie meist wesentlich später angesetzt, nämlich ins 14. bis 17. Jahrhundert, wobei staatliche Garantien des nationalen Handels und Monopole, aber auch Handelskriege eine größere Rolle spielen. Die Periode sei gekennzeichnet durch die Entwicklung des Merkantilismus, durch mit staatlichen Monopolen ausgestattete chartered companies auf Aktien wie z. B. die Merchant Adventurers, durch Auslandsniederlassungen in Flandern und Deutschland, durch die Gründung staatlicher Notenbanken in verschiedenen Ländern und den Handel von Futures an der Börse. Für den britischen Handel spielte der Orient keine wesentliche Rolle, hingegen war der Handel mit Russland und Flandern hochprofitabel.

## Rechtsentwicklung und politische Institutionen
Die kommerzielle Revolution trug auch zu politischen und rechtlichen Veränderungen bei. Eine der wichtigsten Innovationen war die rechtliche Anerkennung und der Schutz des Kaufmannsstandes. So mussten sich die Händler frei bewegen dürfen. Auch das Vertragsrecht entwickelte sich unter dem Einfluss des wiederentdeckten Römischen Rechts. Schon seit Mitte des 11. Jahrhunderts garantierten die Grafen der Champagne die Eigentumsrechte aller Messebesucher. Seit 1170 gab es hier eine öffentliche Rechtsaufsicht zur Beilegung von Handelsstreitigkeiten. Die Grafen gaben sogar Kreditgarantien.
Später wurden städtische Verordnungen erlassen, die die lokalen Händler vor Konkurrenz schützen sollten. Auch Händlervereinigungen und Gilden schufen sich eigene Streitschlichtungsinstitutionen wie Marktgerichte.
Auf Druck der Fernhändler wurde in Venedig die de-facto-Erblichkeit des Dogenamts 1032 abgeschafft. 1172 wurde hier eine Art Parlament in Form des Großen Rats gegründet. Doch schon nach 200 Jahren kam dieser Demokratisierungsprozess zum Erliegen, und eine kleine Oligarchie von Händlern errang dominierenden Einfluss und schränkte den Wettbewerb ein, wodurch der Kleinhandel litt und die Vermögensungleichheit stieg. Seit 1323 wurde die Mitgliedschaft im Großen Rat erblich. In Genua führte der Oligarchisierungsprozess zu erheblicher politischer Instabilität.
Auch in anderen Länder wie Indien habe die Entwicklung des Fernhandels seit dem 14. Jahrhundert zur Bildung neuer wirtschaftlicher und politischer Institutionen geführt und sich zunächst positiv und konfliktdämpfend auf die multireligiöse Gesellschaft ausgewirkt.
Die amerikanische Rechtswissenschaftlerin Amalia Kessler setzt die kommerzielle Revolution in Frankreich im 18. Jahrhundert mit der Entstehung des modernen Handelsrechts und der Gründung eines Handelsgerichtshofs an, was den kreditbasierten Handel erheblich befeuert habe. Gleichzeitig hätten diese Formen der Institutionalisierung des Interessenausgleichs den Korporatismus gefördert und mit zur Französischen Revolution beigetragen.